# Казанський храм (Харків)
Казанський храм або Церква Казанської ікони Божої Матері, або Серафимівський храм — православний храм та пам'ятка архітектури у місті Харкові, один із найбільш визначних місцевих зразків сакральної архітектури початку XX століття в неовізантійському стилі. Розташований на Лисій горі у північно-західній частині міста, на вулиці Курилівській, 78. Храм підпорядкований УПЦ МП.

## Історія
Будівництво храму розпочалося у 1904 році з ініціативи почесного громадянина, купця Костянтина Петровича Уткіна, який виділив земельну ділянку та надав значну частину коштів для зведення культової споруди. Після його смерті у 1911 році справу продовжила донька Є. К. Уткіна, яка очолила будівельний комітет. Проєкт храму створив єпархіальний архітектор Володимир Християнович Нємкін, а після його смерті у 1908 році будівництво завершував архітектор Володимир Миколайович Покровський. Спорудження завершилося через вісім років, а 16 липня 1912 року архієпископом Харківським і Охтирським Арсенієм (Брянцевим) храм освячений.
Казанський храм є одним із небагатьох у Харківській єпархії, у якому з моменту освячення в 1912 році не припинялися богослужіння. Навіть у роки жорстоких переслідувань Церкви, храм залишався відкритим. У 1930-х роках значна частина духовенства й мирян храму репресована. Згодом Казанський храм став єдиним чинним храмом у Харкові та виконував функції катедрального собору. У 1940-х роках тут постійно служив архієпископ Харківський Олександр (Петровський), який в 1993 році прославлений у лику святих новомучеників РПЦ.

## Архітектура
Казанський храм — п'ятиглавий, хрестоподібний у плані, з монументальною центральною банею, оточеною чотирма меншими. Висота храму від основи до вершини хреста головного купола сягає 75 метрів, площа споруди з вівтарною частиною — 950 м². Для зведення використано близько 4 мільйонів штук місцевої глиняної червоної цегли. Храм споруджено артіллю майстрів із міста Саров, що сприяло народному найменуванню — Серафимівський храм, на честь преподобного Серафима Саровського. Будівля виконана у поєднанні цегляного і неовізантійського стилів. Стіни з зубчастими арковими карнизами прикрашені колонами й хрестами. Бані являють собою двоярусні аркади, в арках другого ярусу центрального барабану розташовані ікони. При храмі стоїть окрема двоярусна дзвіниця, виконана у тому ж стилі, що й храм, однак останнім часом потинькована, через що втратила стилістичне поєднання з будівлею церкви.
Інтер'єр храму вирізняється просторовою композицією, рясними настінними розписами та позолоченими іконостасом. Підлогу викладено орнаментованою метлаською плиткою заводу барона Князівства Фінляндського Едварда Фердинанда Берґенгейма, яка нагадує розкішний килим. Казанський храм — одна з декількох будівель у Харкові, де збереглася рекламна плитка заводу Берґенгейма. Іконостас, створений афонськими майстрами, має чотири яруси. У храмі зберігається низка ікон старого письма, зокрема Казанська ікона Божої Матері, замовлена в афонських майстрів, та образ «Скоропослушниця», також писаний на Афоні.
Будівля є пам'яткою архітектури та містобудування місцевого значення (охоронний № 7181-Ха).

## Галерея

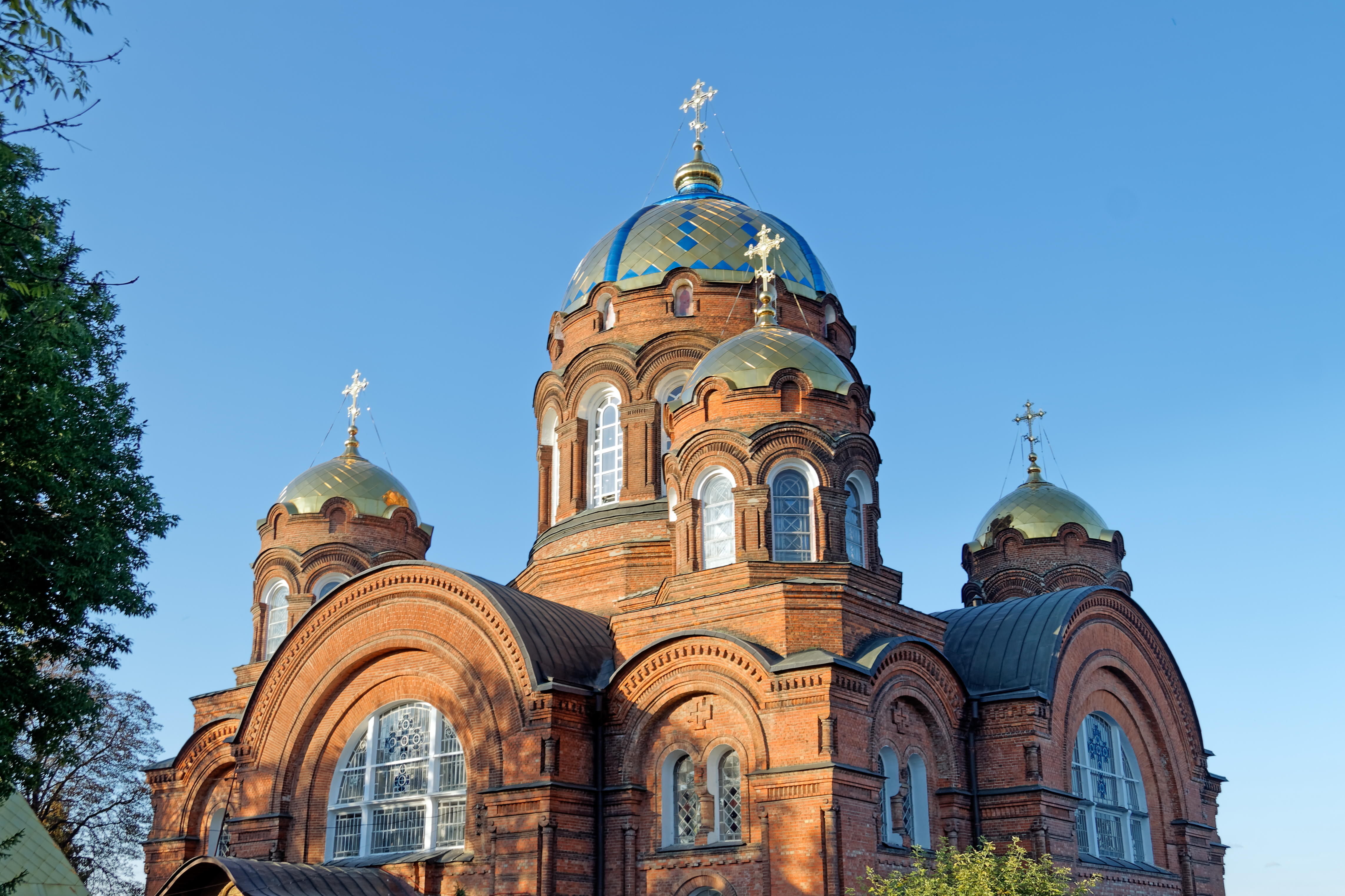
Бані храму
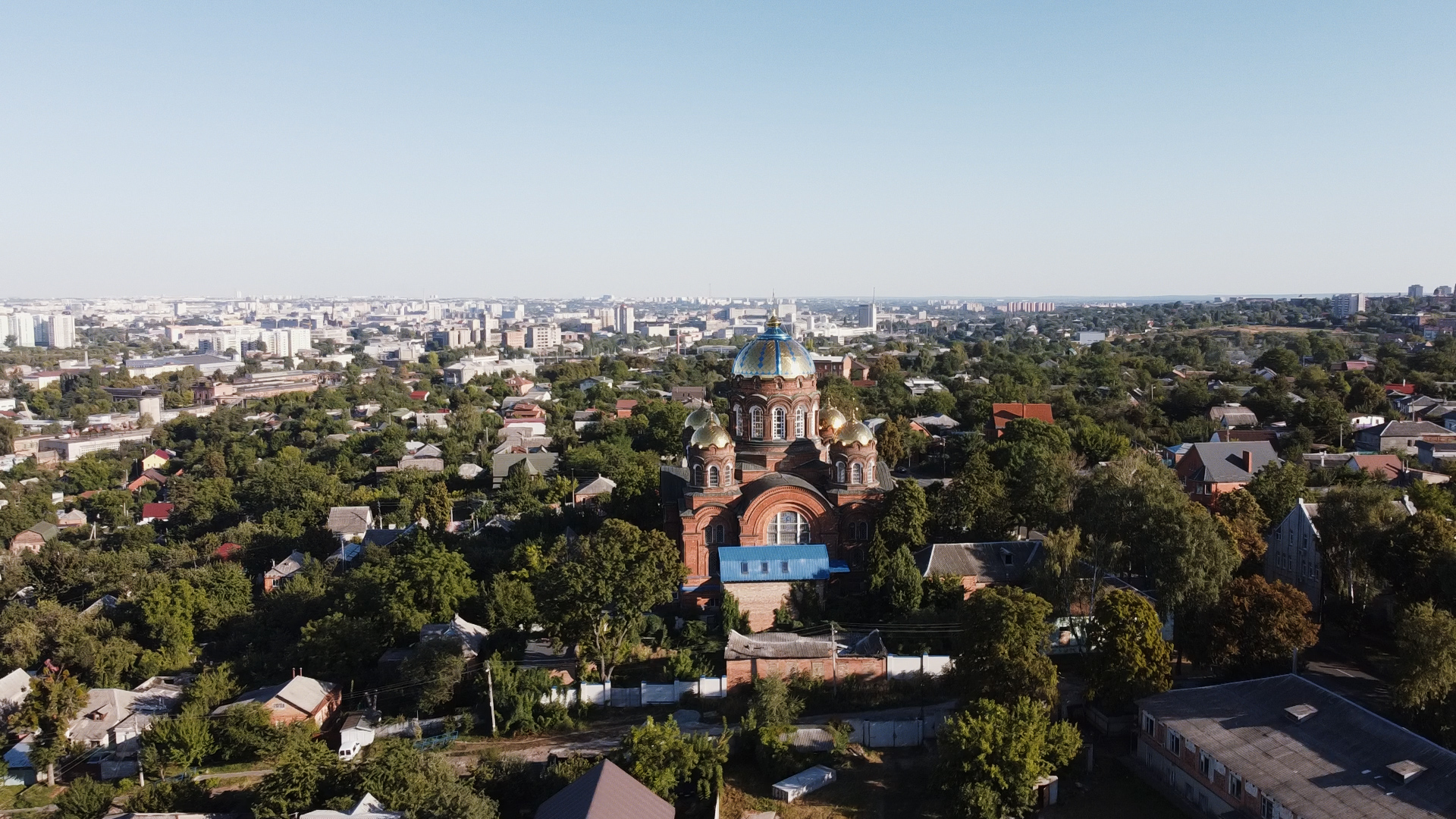
Храм на панорамі міста
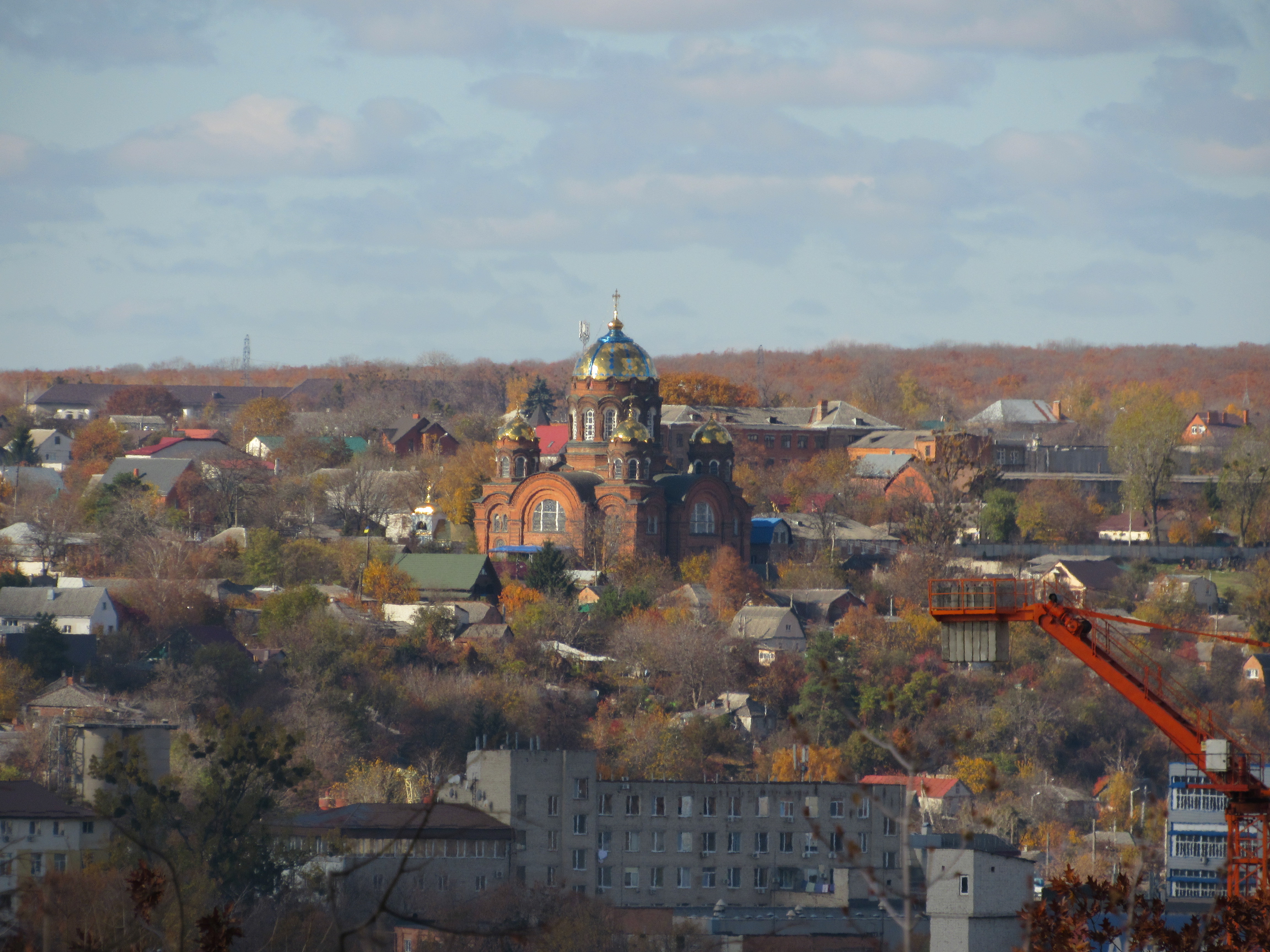
Церква з саду Шевченка